# Лебедянская (станция метро)
«Лебедя́нская» — строящаяся станция Бирюлёвской линии Московского метрополитена. Будет расположена в ЮАО, на пересечении Липецкой и Лебедянской улиц. Станция расположена между будущими станциями «Липецкая» и «Бирюлёво».
10 августа 2022 года мэр Москвы Сергей Собянин утвердил название станции «Лебедянская».